# Nalepastraße
Die Nalepastraße ist eine Straße im Berliner Ortsteil Oberschöneweide, die von der Rummelsburger Landstraße in südlicher Richtung bis zur Siemensstraße führt. Sie wird durch das Gelände des ehemaligen Funkhauses Nalepastraße unterbrochen, in dem der Rundfunk der DDR von 1956 bis 1991 seinen Sitz hatte. In ihrem weiteren Verlauf durchquert die Straße die Kleingartenanlagen Wilhelmstrand und Am Freibad. Sie ist 2140 Meter lang.
Die Nalepastraße ist nach Paul Nalepa, einem Kommunalpolitiker und Fabrikbesitzer, benannt. 

## Geschichte bis 1937
Die Straße lag bis 1937 im Bezirk Treptow und war erheblich kürzer als heute. Die Benennung erfolgte 1904 nach Paul Nalepa (1846–1900), Färbereibesitzer und Gemeindevertreter (Schöffe) in Oberschöneweide. Damals existierte nur das südliche Ende der heutigen Nalepastraße. Eine Bebauung gab es nicht, abgesehen von den beiden Eckgrundstücken zur Siemensstraße. Zuvor (seit 1896) hieß die Straße Alteneckstraße nach dem Techniker und Konstrukteur Friedrich von Hefner-Alteneck (1845–1904). Der Betriebshof der Berliner Ostbahnen in der späteren Nalepastraße wurde 1901 eröffnet.
Von 1906 bis 1908 wurde ein kleines, von der Siemensstraße nordwärts führendes Straßenstück bebaut. Es wurden auf der Westseite die Nummern 1–9 und auf der Ostseite die Nummern 50–54 vergeben. Die Straße endete laut Adressbuch 1908 im königlichen Forst und ab 1909 an der Straße 1, einer damaligen Planstraße im Zuge des späteren Grenzweges, heute Minna-Todenhagen-Straße.

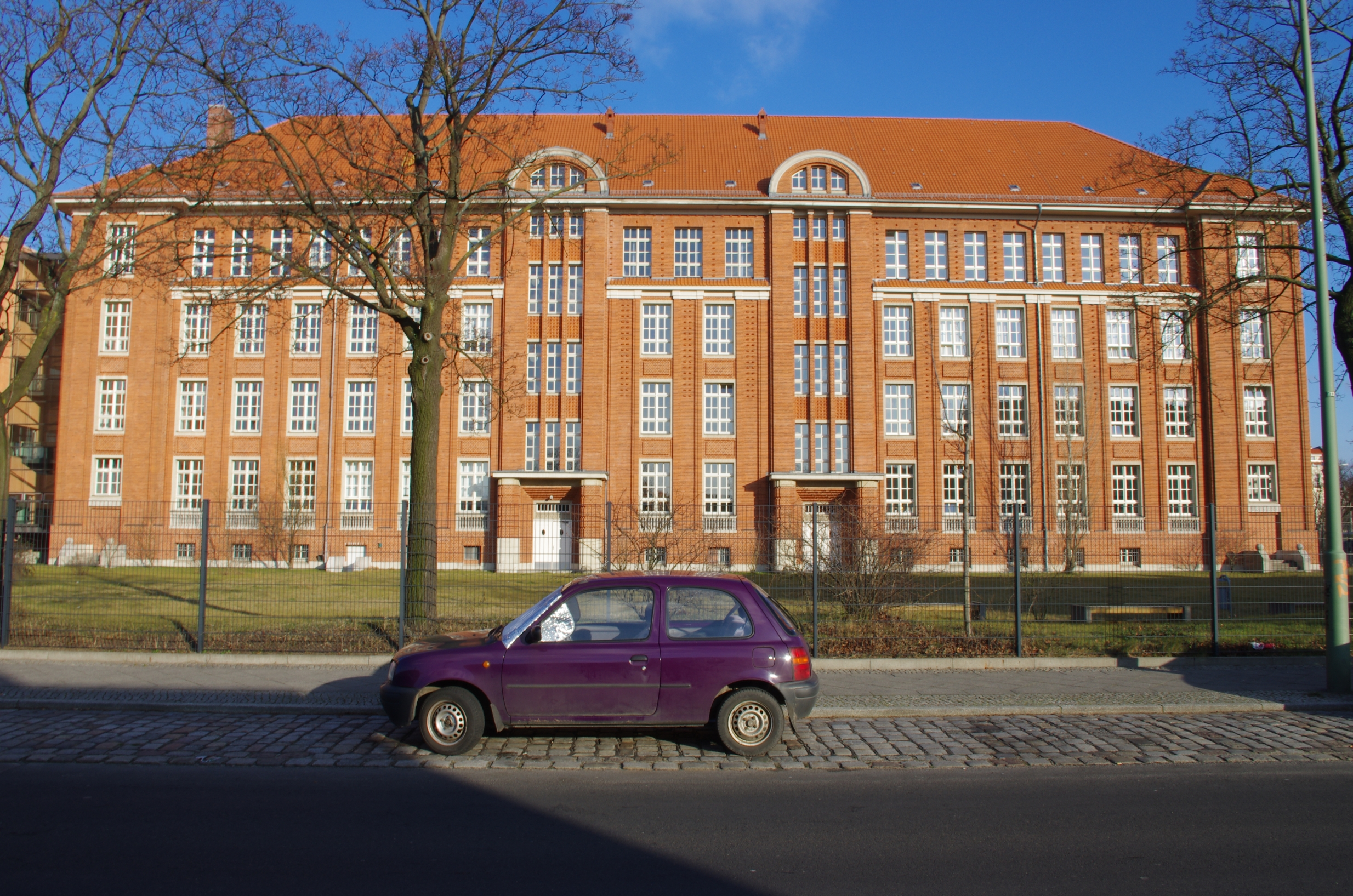
Gemeindeschule, erbaut 1914,
Foto von 2012

An der Ostseite der Nalepastraße wurde 1914 die 5. Gemeindeschule erbaut (Haus-Nr. 48/49). Im selben Jahr wurde unter der Adresse Nalepastraße 26/27, ganz am Ende der Straße, die Badeanstalt der Gemeinde Oberschöneweide am Spreeufer eröffnet. 1915 wurde die Straße zur Spree verlängert und der Zuweg zur Badeanstalt einbezogen.
An der Westseite der Straße entstand ein Industriegebiet, das jedoch überwiegend von der näher an der Spree gelegenen Tabbertstraße erschlossen wurde. Größter Betrieb war die Zink-Raffinerie Oberspree in der Tabbertstraße 13, deren Rückseite die Grundstücke 11–23 belegte.
Die Badeanstalt bestand nur bis 1921, danach kam auch deren Gelände zur Tabbertstraße. Die Nalepastraße führte jedoch weiterhin zur Spree. Ab 1923 kam die Straße 5 als Querstraße hinzu, das ist die heutige Helmholtzstraße, die damals nur in ihrem östlichen Teil existierte und die Nalepastraße noch nicht erreichte.

## Nobelshof
Nobelshof, das nördliche Ende der heutigen Nalepastraße, gehörte bis 1910 zu Köpenick und kam 1910 zu Oberschöneweide. Dort befand sich einst die Försterei „Neue Scheune“. Auf deren ehemaligem Gelände wurde 1899 ein großes Petroleumlager „Nobelshof“ (auch „Nobels Hof“ oder „Nobelhof“) angelegt, auf dem Stadtplan von 1907 ein großes Gebäude direkt an der Spree mit eigenem Eisenbahnanschluss. Dort explodierten im November 1910 drei Millionen Liter Benzin, die danach noch wochenlang brannten.
Von 1914 bis 1937 war „Nobelshof“ als Straße im Adressbuch verzeichnet. Es existierten nur wenige Häuser, die seit 1938 mit neuen Hausnummern zur Nalepastraße gehören.
Im Stadtplan 1925 heißt nur das Gebäude „Nobelshof“. Die spätere Nalepastraße ist hier als schmaler Weg bereits verzeichnet, allerdings nicht benannt. Dieser Weg ist auch auf einem Luftbild von 1928 erkennbar und wurde 1930 offiziell in die Nalepastraße einbezogen, im neuen Bereich gab es keine Häuser mit Nummern. Im Adressbuch 1932 ist in diesem Bereich erstmals die zur Spree führende Plattnerstraße verzeichnet, als deren Begrenzung die Nalepastraße angegeben ist.
Der Name „Nobelshof“ wird in Stadtplänen von 1955 und 1961 noch als Ortslage verzeichnet, diese Bezeichnung ist inzwischen nicht mehr gebräuchlich.

## Geschichte ab 1938
Im Jahr 1938 kam Oberschöneweide und damit auch die Nalepastraße durch eine Gebietsreform zum Bezirk Köpenick. Im Norden wurde die Straße „Nobelshof“ einbezogen. Alle Hausnummern wurden völlig neu vergeben, jetzt begann die Zählung im Norden und unterschied zwischen ungeraden Nummern (östliche Straßenseite) und geraden Nummern (westliche Straßenseite).

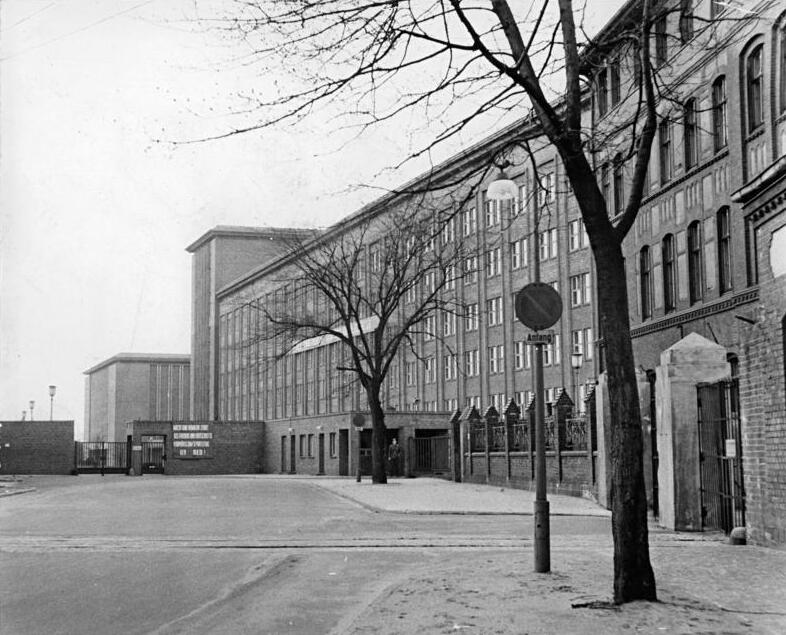
Funkhaus Nalepastraße, 1958

Der Bau des Funkhauses Nalepastraße begann 1951 in einer früheren Sperrholzfabrik im neuen, nördlichen Teil der Nalepastraße und wurde in den Folgejahren durch zahlreiche Neubauten erweitert. Von 1956 bis 1990 hatte der Rundfunk der DDR hier seinen Sitz. Die Nalepastraße wurde in diesem Bereich unterbrochen.

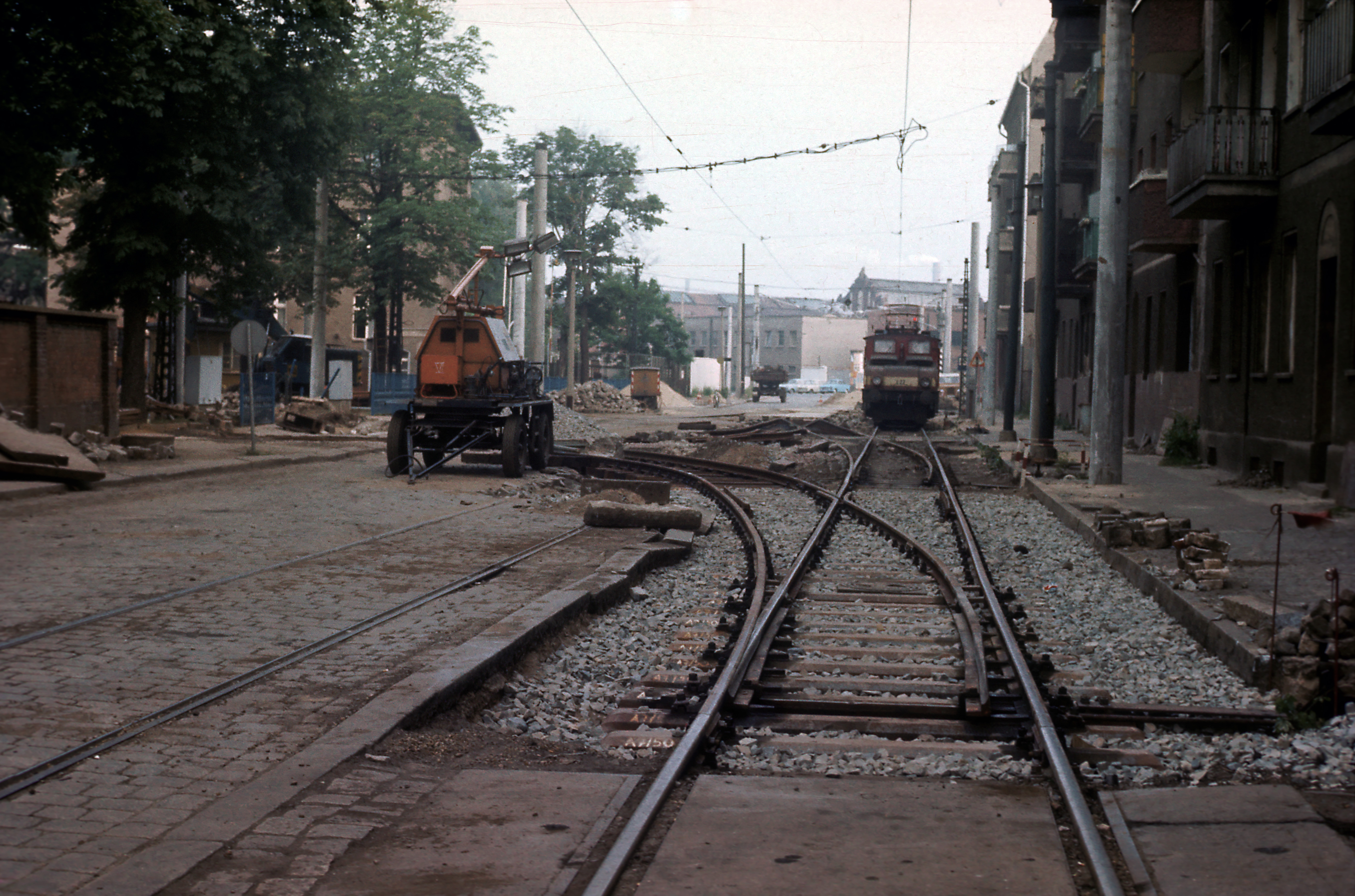
Umbau der Einfahrt zum Betriebshof Nalepastraße, links im Straßenbelag das abgetrennte Straßenbahnausziehgleis, rechts uneingedeckt die Gleise der Industriebahn, 1986

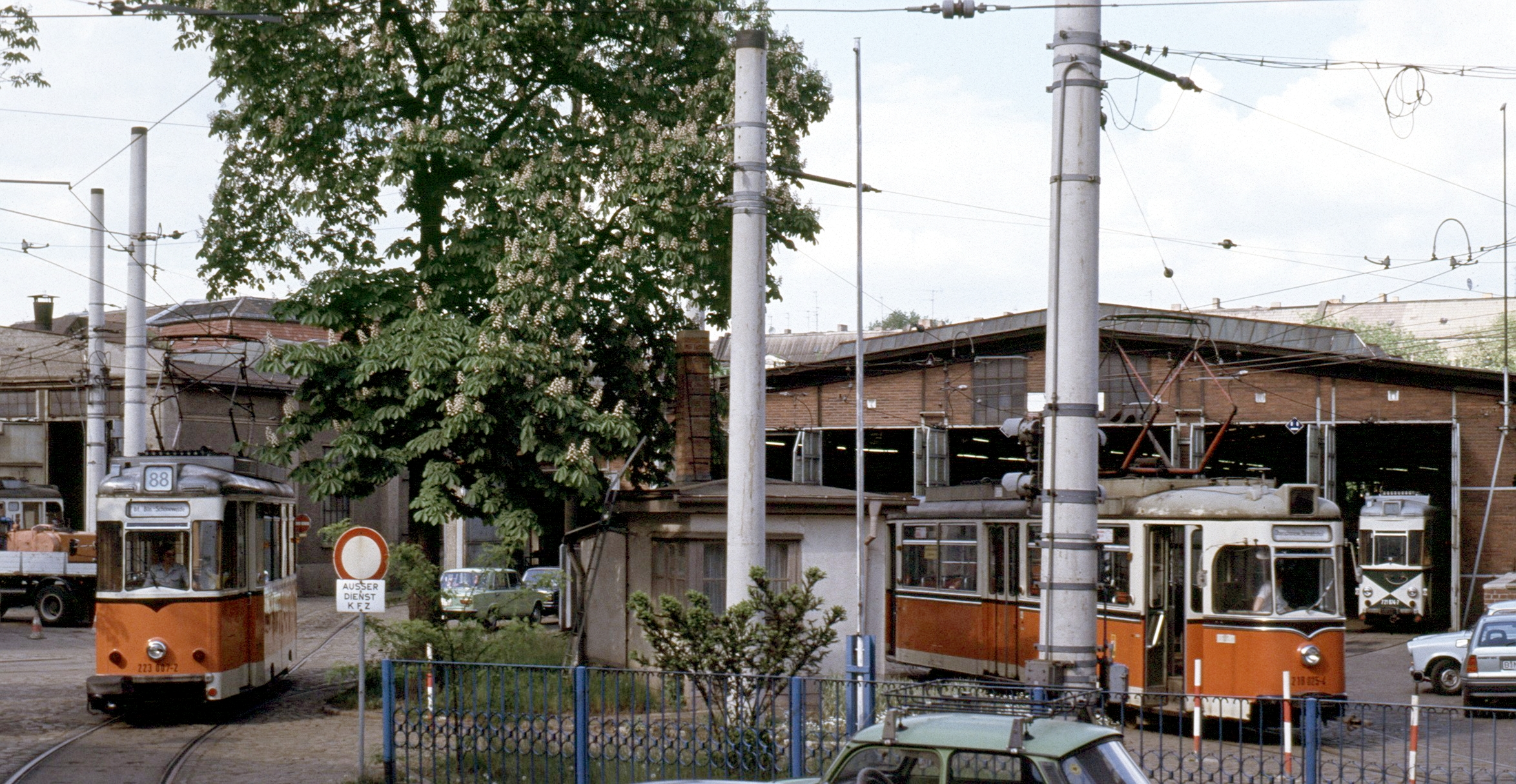
Straßenbahn-Betriebshof, 1991

Die Industriebahn Oberschöneweide, die bereits ab 1901 den Betriebshof der Straßenbahn mitbenutzte, wurde 1979 aus der Edison- in die westliche Wilhelminenhof- und Nalepastraße verlegt. Für den Straßenbahn-Güterverkehr wurde noch 1986 eine Gleisverbindung zwischen dem Straßenbahnnetz und der Industriebahn hergestellt. Die Strecke wurde in den 1990er Jahren stillgelegt.